# Dommartin-sur-Vraine
Dommartin-sur-Vraine è un comune francese di 328 abitanti situato nel dipartimento dei Vosgi nella regione del Grand Est.

## Società

### Evoluzione demografica
Abitanti censiti